# كرملين تولا
كرملين تولا (الروسية: Тульский кремль) هو نصب معماري عبارة حصن حجري في القرن السادس يقع وسط مدينة تولا بروسيا، ويعد أقدم مبنى في المدينة.

## التاريخ
حصل الدوق موسكو الأكبر إيفان الثالث في عام 1503 على ثلث مدن ريازان بما فيهم تولا، ومنذ ذلك الوقت ظلت تولا ملكًا لدوقية موسكو الكبرى. أمر فاسيلي الثالث في عام 1507 ببناء حصن من البلوط (أستورغ) في أولا (على الضفة اليسرى لنهر أوبا، مغادرًا المستوطنة القديمة على نهر توليتسا) لتأمين الطريق إلى موسكو ضد الخطر العسكري المتزايد من القرم. كان الحصن مسلحًا بمدافع وأسلحة نارية ألمانية وموسكوفية، وتم الانتهاء منه في عام 1509 وظل لمدة 231 عامًا. أمر فاسيلي الثالث في عام 1514 ببناء «المدينة الحجرية» داخل قلعة البلوط، على غرار الكرملين في موسكو، التي تم الانتهاء من بنائها عام 1520 (1521).
حاصر جيش القرم بقيادة الخان دولت كراي الأول المدينة عام 1552، حينما كان القيصر إيفان الرابع مع الجيش الرئيسي في حملة في قازان. قاتلت حامية الكرملين وميليشيا المدينة قبل وصول التعزيزات من كولومنا. في ذكرى هذه الأحداث، تم تثبيت حجر أساس بالقرب من برج بوابة إيفانوفو في كرملين تولا.
في النصف الثاني من القرن السادس عشر، تم إنشاء بوساد - حصن خشبي يزيد حجمه عن حجر الكرملين أكثر من عشرة أضعاف - حول الكرملين، وكانت هذه المنطقة في ذلك الوقت حدود تولا.  في عام 1605، أبلغ الجرس السكان بوصول ديميتري الأول الزائف وأصبحت تولا لمدة أسبوعين العاصمة الزائفة للدولة الروسية، وفي الكرملين حشر له البويار والنبلاء وأقسموا له بالولاء كان. في عام 1607 أثناء حرب الفلاحين، وجد زعيم المتمردين إيفان بولوتنيكوف والموالون له ملاذاً في تولا، وفي عام 1608 حاصر جيش القيصر فاسيلي شيسكي قادة حركة الفلاحين إيفان بولوتنيكوف وإيليكو موروميتس، متظاهرًا باسم «تساريفيتش بيتر». صمد الكرملين أمام حصار طويل للغاية، ولكنه استسلم بفضل أحد أبناء البويار الماكرين، الذي نصح جيش القيصر بإنشاء سد عن طريق إلقاء أكياس من التربة في نهر أوبا، فغمرت غمرت مياه النهر الكرملين واستسلم المتمردون. في ذكرى هذه الأحداث، أقيمت مسلة في كرملين تولا عام 1953.
طوال هذا الوقت، كان الكرملين بمثابة «الوطن» لجميع أهل تولا. حسب وصف الكتب، في نهاية القرن السابع عشر كان هناك 107 فناء و197 شخص في كرملين تولا، وكان أول شارع من تولا داخل الكرملين وأُطلق عليه «الكرملين الكبير».
بعد إعادة توحيد الضفة اليسرى من أوكرانيا مع روسيا في منتصف القرن السابع عشر، فقد الكرملين أهميته تمامًا وفي زمن بطرس الأكبر لم يعد موجودًا في سجلات القلاع.
تم إجراء أعمال الإصلاح في الكرملين في نهاية القرنين الثامن عشر والتاسع عشر، وفي ثلاثينيات القرن العشرين تمت إزالة جميع المباني المتهالكة من جدران الكرملين، وتم إجراء إصلاحات جزئية في الخمسينيات من القرن الماضي، وتم إجراء ترميم علمي شامل شامل في منتصف الستينيات بهدف استعادة المظهر الأصلي للكرملين.
في عام 2012 تم إنشاء مؤسسة كرملين تولا الخيرية، والتي تضم 1648 من المحسنين الذين تبرعوا بأموال لاستعادة الكرملين. في نفس العام، على حساب الصندوق الخيري، قاموا بتصريف المياه من برج بوابة أودويفسكي إلى برج البوابة المائية، وفي عام 2013 تم تنفيذ أعمال ترميم وتحسين أروقة التسوق، وتم تركيب خيمة جديدة للبرج الزاوي، وتم استعادة الزينات على الجدار بين أبراج نيكيتسكايا وإيفانوفو. في الوقت نفسه تم استعادة كاتدرائية الافتراض، حيث اكتسبت الواجهة لونًا رماديًا وتغطية القباب بالتذهيب، كما تم تنفيذ إعادة بناء الجدران على نطاق واسع في الكرملينمن بين عامي 2012 و2014، وتمت إزالة محطة الطاقة الموجودة هناك منذ بداية القرن العشرين من المنطقة، وأعادة الكرملين بناء برج الجرس في كاتدرائية الافتراض الذي تم تدميره في الثلاثينيات.
في عام 2017 تم تحويل المحطة الفرعية السابقة إلى مركز كرملين تولا للمعارض. يتكون المجمع من أربع قاعات للمعارض: متحف التاريخ العسكري لمنطقة تولا، ومتحف الفن الشعبي في منطقة تولا، ومتحف ساموفارز ومتحف تولا الزنجبيل ومتحف تاريخ كرملين تولا. يحتوي المجمع أيضًا على غرفة لاستضافة المعارض المؤقتة وإجراء المنتديات والاجتماعات والمؤتمرات. في 10 نوفمبر 2016 وقع رئيس روسيا مرسومًا بشأن الاحتفال في عام 2020 بالذكرى الـ500 لكرملين تولا.
في أبريل 2019، كجزء من منتدى عموم روسيا «الكرملين في روسيا ودورها في تاريخ الدولة الروسية»، تم افتتاح متحف للآثار في كرملين تولا كموقع أثري. يحتوي المتحف على قطع أثرية من الحفريات أثناء إعادة بناء الكرملين بين عامي 2012-2015.

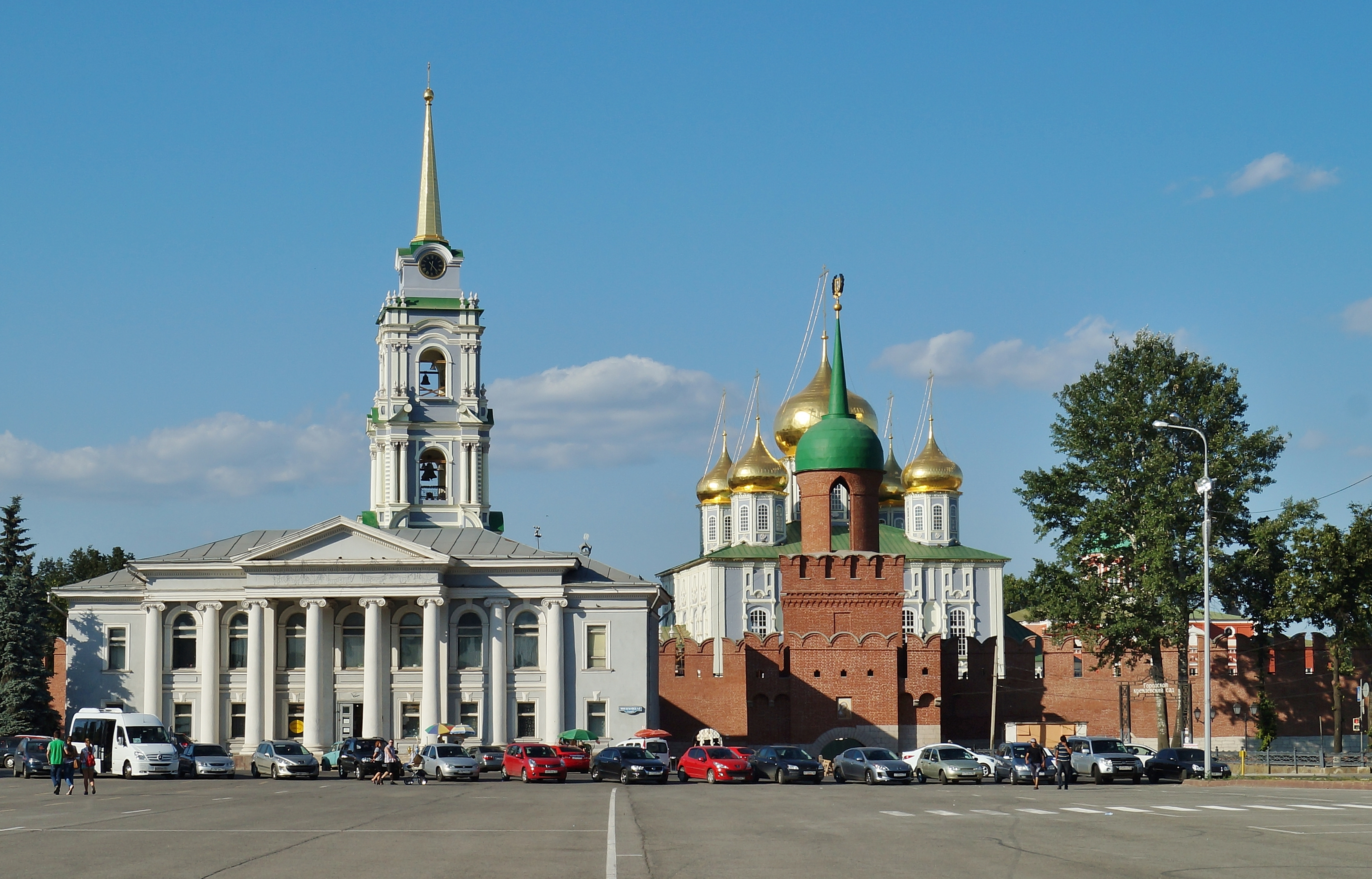
منظر لبرج بوابة أودويفسكي وكاتدرائية الافتراض.

## الجزء المعماري

### وصف الحصن الخشبي
ذهب التحصينات الخشبية، التي تبدأ في منطقة جسر زاراشينسكي الحالي من بوابة نيكولسكي، على طول شارع سوفتسكايا إلى برج كرابيفنسكي، الذي كان على شكل منظور سداسي. يقف برج كرابيفنسكي عند تقاطع شارع سوفتسكايا الحالي وشارع لنين، ويقع جدار البلوط بجوار السور الترابي القديم، والذي سار من بوابة كرابيفنسكي على طول شارع زافالسكي (الآن أيضًا سوفيتسكايا) وانتهى عند حافة بوابة نيكيتسكي. من هنا بدأ جدار البلوط مرة أخرى وسار على طول الساحل بأكمله حتى بوابة نيكولسكي.

### وصف القلعة الحجرية
تتحدث الزينات ذات القرنين على جدران الكرملين عن استعارة التقنيات المعمارية لاستكمال جدران القصر والأبراج من الإيطاليين في العصور الوسطى. ترتكز جدران الكرملين على أساس قوي يصل عمقه إلى 8.5 متر، والذي يقع بدوره على ركائز من خشب البلوط. تم وضع الجدران الخارجية للكرملين في الجزء السفلي من الألواح الحجرية البيضاء المحفورة من الحجر الجيري المحلي، وتمتد حتى القاعدة، وفوقًا - من الطوب كبير الحجم المحترق جيدًا وتنتهي بأسنان ذات قرنين في أشكال متوافقة. جدران الكرملين محفورة على بكرة سفلية حجرية نصف دائرية تحيط بها حول المحيط مع الأبراج، وتحت الأسطوانة تمر عبر قاعدة مائلة تزيد من سمك الجدران.
يمتلك الكرملين في المخطط شكل مستطيل منتظم يبلغ محيطه 1066.5 مترًا ومساحة حوالي 6 هكتارات. في زوايا المستطيل أربعة أبراج مستديرة وهم (في اتجاه عقارب الساعة): سباسكي، ونوجولني، وإيفانوفسكي، نيكيتسكي. تحتوي بوابات الدخول على أربعة أبراج ممر مستطيلة الشكل: من الجنوب - أودويفسكي ومن الشمال - برج البوابة المائية، ومن شرق بوابة إيفانوفو، ومن الغرب - بوابة بياتنيتسكي. برج الكرملين الآخر من الشمال هو برج القبو.
تركزت قوة النيران الرئيسية في الكرملين في أبراجها، بشكل بارز خارج خط الجدران وبالتالي الإطلاق الجانبي أيضًا بالإضافة للنيران الأمامية. تم تقسيم كل برج على سطح البلوط إلى 3-4 طبقات قتالية، حيث كان هناك مدفع ثقيل مثبت على الآلات، وتم تغطية الطبقات السفلى من أبراج سباسكايا ونيكيتسكايا بقوس نصف كروي.
|           |              |                                 |                    |
| برج القبو | برج ايفانوفو | قسم من الجدار إلى برج أودويفسكي | برج بوابة إيفانوفو |

تم إغلاق الأبراج مع بوابات قوية من البلوط وقضبان حديدية منخفضة، ما يسمى بـ«الباب المنزلق». في سمك جدران البرج كانت هناك صالات عرض مع ثغرات ليست فقط نحو الميدان، ولكن أيضًا داخل البرج. من هذه المعارض، المتصلة بواسطة ممر مع مسار زينات الجدران، يمكن للمدافعين عن القلعة قصف العدو إذا تمكن من اقتحام البرج، أو اختراق بوابة البلوط وكسرها. كانت المداخل المنفصلة للطبقات السفلية للأبراج المعمية ذات أهمية دفاعية: وحدات العدو، وحتى اقتحام الكرملي، يجب أن تستولي على كل برج كقلعة مستقلة. انتهت جميع الأبراج في صفوف من الزينات ذات القرنين من نفس الارتفاع والهيكل كما هو الحال على الجدران. فوق الأبراج البرجية خيام خشبية طويلة مغطاة بألواح مزدوجة.
تم ترتيب ممر سري تحت الأرض إلى النهر من المستوى السفلي لبرج إيفانوفو لتوفير المياه للمدافعين عن القلعة أثناء الحصار، وتم بناء برج مراقبة فوق خيمة برج سباسكايا مع جرس تحذير لتنبيه السكان عند أي خطر وشيك.
يُقسم الجزء السفلي من الجدران داخل الكرملين بمنافذ واسعة مقوسة، بعمق 60-70 سم ومقسمة بجدران ضيقة - أعمدة، ويتناقص سمك الجدار فوق الأقواس على ارتفاع حوالي 6-6.5 متر، ويشكل حافة بعرض 2.4 إلى 2.5 متر، ويمر عليها «التحرك القتالي». من هنا أطلق المدافعون عن القلعة النار على العدو بواسطة الأسلحة الخفيفة، بينما كانو محميين من نيران العدو من قبل الزينات ذات القرنين والتماريس بينها. بين كل شقين أو ثلاثة كانت هناك فجوات بحوالي 300 فجوة. تم بناء سقف فوق مسار الزينات، بناءً على العوارض الموضوعة على جانب واحد على طول المعارك وعلى الجانب الآخ على أعمدة حجرية تقف على حافة مسار الزينات.

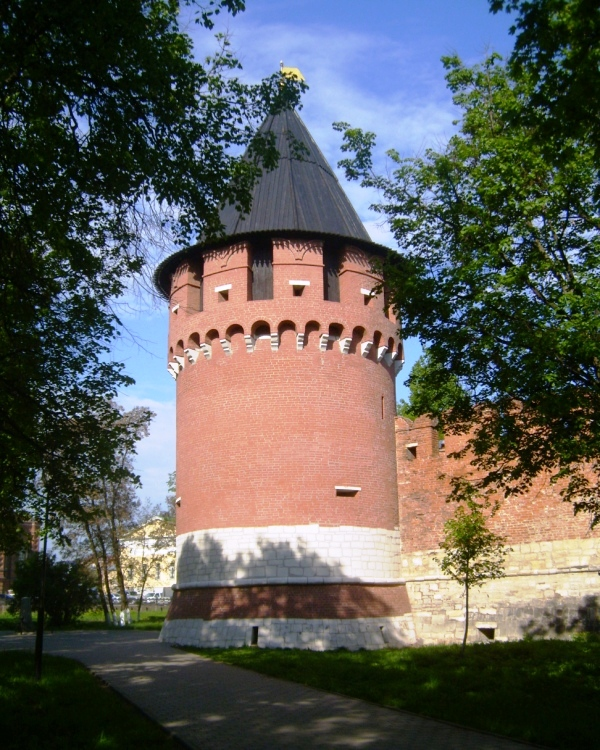
برج نيكيتسكي

### أبراج الكرملين
هناك 9 أبراج في الكرملين:
- برج سباسكايا - تم بناءه مقابل كنيسة سباسكايا؛ استلم اسمه الأصلي بسبب تعليقها على جرس الجرس (الدهليز)، وإخبار تولا عن نهج العدو، وتم تخزين البارود تحت البرج؛
- برج بوابة أودويفسكي - أو برج قازان، حيث تم وضع أيقونة قازان لأم الرب على الواجهة في مكان مناسب، عبر الطريق إلى مدينة أودويف (التي تواجه حاليًا شارع Lenin)؛
- برج نيكيتسكي - في أقرب منطقة - تم تخزين نهاية نكتسكي والخزانة (البارود) تحته، وقاموا على الفور بتعذيب اللصوص؛
- برج بوابة إيفانوفو - يطل على حديقة مدينة الكرملين؛
- برج إيفانوفو - الذي كان يسمى برج تاينيتسكايا في القرن السادس عشر - بممر تحت الأرض إلى النهر، يبلغ طوله حوالي 70 مترًا، تصطف عليه منزل من خشب البلوط - وهو مخبأ، وهو يوفر المياه لأعداء تولا المحاصرين، ولكن في القرن السابع عشر ، تعطلت البيوت المحطمة؛
- برج القبو - تحته كان قبو الحاكم مع مخزون من المواد الغذائية والأسلحة والبارود.
- برج بوابة المياه - نزل موكب ديني عبره إلى عيد الغطاس لمباركة الماء. الممر إلى جسر كازان مفتوح من خلال البرج.
- برج الزاوية هو الأقرب إلى نهر أوبا، وهو برج بالقرب من صف اللحوم؛
- برج بياتنيتسكي غيتس - نظر إلى كنيسة باراسكيفا بياتنيتسا، تطل البوابات على بيت الضيافة، حيث تم الاحتفاظ بالأسلحة والإمدادات عند البوابة في حالة الحصار.

### كاتدرائيات الكرملين
يوجد داخل الكرملين كاتدرائيتان:

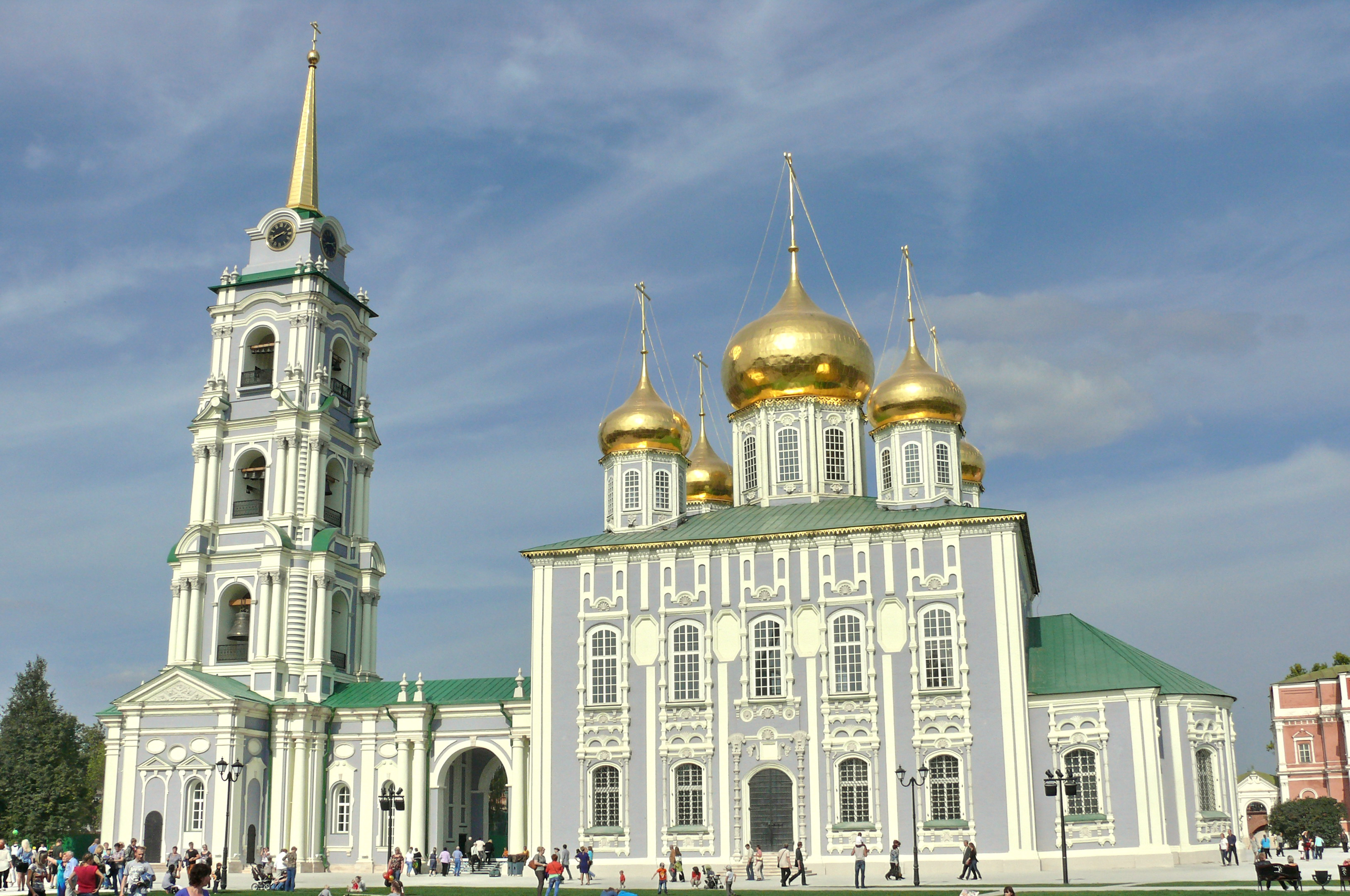
كاتدرائية الافتراض

- كاتدرائية الافتراض (1762 - 1766) - تم بناءها كمعبد صيفي بارد.
- كاتدرائية عيد الغطاس (1855 - 1863) - معبد شتوي ساخن سابقًا، حاليًا متحف الأسلحة .

### مميزات
استنادا إلى ميزات كرميلن تولا كحصن، تم تشييده من قبل المهندسين المعماريين الإيطاليين، بعد الانتهاء من بناء الكرملين في موسكو في نهاية القرن الخامس عشر.
- مزيج من الأساليب في الهندسة المعمارية للأبراج الدفاعية والحرب.
- تشبه أسنان الكرملين تتوافقًا، وهو نموذجي لمجمعات القصر الإيطالية.
- بالمقارنة مع الكرملين في موسكو وغيرها، لا يقف كرملين تولا على تلة ولكن في أرض منخفضة، على الضفة اليسرى الأقل غمرًا بنهر أوبا؛
- داخل برج نيكيتسكي سقف قبة كروية، غريبة عن الهندسة المعمارية الروسية؛
- منافذ مع ثغرات المعركة أخمصي والمنافذ مع الخدين اندلعت في داخل الجدران؛
- يتم تمديد أبراج الكرملين بقوة وراء خط الجدران، وبالتالي توفير النار على العدو.
- يتم عزل الأبراج عن بعضها البعض، وبالتالي، يمثل كل منها نوعًا من القلعة المستقلة؛
- يتم تقسيم الأبراج بداخلها بواسطة جسور إلى طبقات. تم ربط الجسور بواسطة سلالم حجرية لا تؤدي إلى الغرف العليا فحسب، بل إلى مسار المعركة الذي يبلغ عرضه حوالي 2.5 متر؛

## لمزيد من الاطلاع
- Gritsenko V.P. Naumov A.N. Tula القديمة: مشاكل الترجمة والتاريخ // Tula Local History Almanac. - 2003. - العدد. 1 - س 6-11

## وصلات خارجية
- Тульский кремль نسخة محفوظة 29 أكتوبر 2017 على موقع واي باك مشين.
- Тульский кремль на проекте «Замки мира»
- Панорама Тульского Кремля со стороны Кремлёвского сада